# Laudomia de Lorenzo de Médici
Laudomia de Lorenzo de Médici, que vivió entre finales del siglo XV y la primera mitad del siglo XVI, era hija de Lorenzo il Popolano de Médici y Semiramide Appiano, prima de Lorenzo de Médici el Magnífico.
Se casó en 1502 con Francesco Salviati.
Su hermano, Pierfrancesco de Médici, nombró a su hija Laudomia en su honor.